# Phrygischer Modus

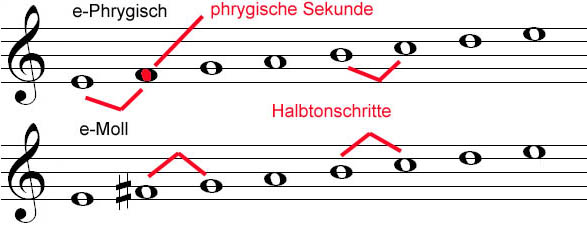
Vergleich zwischen Phrygisch und Moll

Bildliche Darstellung der Phrygischen Tonleiter (Erläuterung)

Phrygischer Modus, kurz Phrygisch, bezeichnet ursprünglich eine Oktavgattung des altgriechischen Systema Téleion, später im mittelalterlichen System der Kirchentöne den dritten Ton oder deuterus authenticus (gekennzeichnet durch den Ambitus e–e1, die Repercussa c1 und die Finalis e).
Die Tonart konnte sich wegen ihrer klanglichen Besonderheiten noch relativ lange neben den neuen Dur- und Molltonarten behaupten.
Heute wird (etwa im modalen Jazz) darunter oft nur noch eine modale Tonleiter mit der gleichen Intervallstruktur verstanden.
Da die dritte Stufe der phrygischen Tonleiter eine kleine Terz zum Grundton bildet, hat sie einen mollähnlichen Charakter. Je ein Halbtonschritt liegt zwischen der ersten und zweiten sowie der fünften und sechsten Stufe, die übrigen Intervalle sind Ganztonschritte.
Die Tonart e-Phrygisch enthält die Stammtöne der westlichen Musik, denen auf Tasteninstrumenten die weißen Tasten entsprechen. Sie unterscheidet sich von der Molltonart e-Moll durch die erniedrigte zweite Stufe („phrygische Sekunde“).

## Verwendung

### Klassische Musik
Der Modus wird von einigen Komponisten gezielt in der klassischen Musik eingesetzt, um bestimmte Wirkungen zu erzielen. Beispiele sind in der weltlichen Chormusik die Drei Madrigale nach Worten des jungen Werthers von Arnold Mendelssohn oder in der geistlichen Chormusik die Johannes-Passion von Heinrich Schütz.
Tonbeispiel: Phrygischer Schluss
In Eulerschreibweise lautet die phrygische Tonleiter in reiner Stimmung: ,e f g (,,gis) ,a ,h c ,d ,e'

### Popmusik
In der Popmusik war die phrygische Tonleiter besonders im Psychedelic Rock vertreten, wo sich der orientalische Charakter mit dem Hang zum Exotischen in der Hippie-Kultur verband. So werden phrygische Intervalle verwendet in „Set the Controls for the Heart of the Sun“ von Pink Floyd und „White Rabbit“ von Jefferson Airplane, aber zum Beispiel auch in „So Cold the Night“ von The Communards. Häufig verwendet auch die Metal-Band Metallica den phrygischen Modus.

### Außereuropäische und Volksmusik
Der phrygische Modus ähnelt dem indischen Raga Bhairavi. In der arabischen Musik ist die Tonart als kurdischer Modus oder Beyat bekannt und erfährt auch Einsatz in der populären Musik, wenngleich der zweite Tetrachord leicht verändert werden kann. In der klassischen türkischen Musik hat er neben dem Makam Kürdî Ähnlichkeit mit dem Makam Uşşak. Bei letzterem wird allerdings der zweite Ton etwas höher als bei Kürdî platziert, sodass sich Uşşak einer Molltonart annähert.